# KAION
《2025 KAI SOLO CONCERT TOUR - KAION》은 대한민국의 음악 그룹 EXO의 멤버 카이의 첫 번째 콘서트 투어이다.

## 개요
2025년 3월 6일, 카이의 네 번째 미니앨범 일정 발표에 앞서 SM 엔터테인먼트는 EXO 공식 SNS를 통해 12회에 걸친 카이의 아시아 투어 일정을 발표하였으며, 4일 뒤에는 서울 공연의 상세 예매 일정을 공개, 티켓 예매는 3월 17일 선행 예매가, 일반 예매는 3월 19일에 멜론티켓을 통해 진행되었다.

## ENCORE
2025년 7월 28일, EXO 공식 SNS는 3일간의 앙코르 콘서트 일정을 발표하였으며, 예매는 8월 4일 팬클럽 선행 예매가, 5일에는 일반 예매가 멜론티켓을 통해 진행되었다.
해당 투어의 피날레를 장식한 앙코르 콘서트를 포함한 22회에 걸친 월드 투어를 통해 약 7만여명의 누적 관객을 기록하였다.

## 투어 일정
| 날짜            | 도시         | 국가       | 장소                         | 관객 동원     |
| 아시아          | 아시아       | 아시아     | 아시아                       | 아시아        |
| --------------- | ------------ | ---------- | ---------------------------- | ------------- |
| 2025년 5월 17일 | 서울         | 대한민국   | 올림픽공원 올림픽 홀         | 통산 7,000명  |
| 2025년 5월 18일 | 서울         | 대한민국   | 올림픽공원 올림픽 홀         | 통산 7,000명  |
| 2024년 5월 24일 | 쿠알라룸푸르 | 말레이시아 | 메가스타 아레나              | 3,000명       |
| 2025년 6월 7일  | 마카오       | 마카오     | 런더너 아레나                | 7,000명       |
| 2025년 6월 14일 | 자카르타     | 인도네시아 | 테니스 인도어 세나얀         | 2,000명       |
| 2025년 6월 21일 | 싱가포르     | 싱가포르   | 더 스타 시어터               | 5,000명       |
| 2025년 7월 12일 | 타이베이     | 중화민국   | 타이베이 뮤직 센터           | 2,000명       |
| 2025년 7월 27일 | 마닐라       | 필리핀     | 스마트 아라네타 콜로세움     | 8,000명       |
| 2025년 8월 2일  | 방콕         | 태국       | 썬더 돔                      | 5,000명       |
| 2025년 8월 6일  | 요코하마시   | 일본       | 파시 피코 요코하마 국립대 홀 | 통산 10,000명 |
| 2025년 8월 7일  | 요코하마시   | 일본       | 파시 피코 요코하마 국립대 홀 | 통산 10,000명 |
| 2025년 8월 16일 | 홍콩         | 홍콩       | 아시아 월드 엑스포 홀 10     | 3,000명       |
| 북아메리카      |              |            |                              |               |
| 2025년 8월 28일 | 로스엔젤레스 | 미국       | 슈라인 오디토리움            | 3,000명       |
| 2025년 8월 31일 | 댈러스       | 미국       | 텍사스 트러스트 CU 극장      | 2,000명       |
| 2025년 9월 2일  | 애틀란타     | 미국       | 폭스 극장                    | 4,000명       |
| 2025년 9월 4일  | 시카고       | 미국       | 로즈몬트 시어터              | 3,000명       |
| 2025년 9월 6일  | 뉴욕         | 미국       | 매디슨 스퀘어 가든 시어터    | 3,000명       |
| 2025년 9월 9일  | 멕시코시티   | 멕시코     | 펩시 센터 WTC                | 3,000명       |
| 아시아          |              |            |                              |               |
| 2025년 9월 26일 | 서울         | 대한민국   | 장충체육관 (앙코르)          | 통산 12,000명 |
| 2025년 9월 27일 | 서울         | 대한민국   | 장충체육관 (앙코르)          | 통산 12,000명 |
| 2024년 9월 28일 | 서울         | 대한민국   | 장충체육관 (앙코르)          | 통산 12,000명 |

## 세트 리스트
- Opening VCR -
- Sinner
- 음 (Mmmh)
- Nothing On Me

- Ment -
- Hello Stranger
- Slidin'
- Ride Or Die

- VCR #2 -
- EXO Medley

1. My Lady
2. Baby, Don't Cry (인어의 눈물)
3. 너의 세상으로 (Angel)

- Come In

- Ment -
- Vanilla
- Peaches
- Adult Swim

- Ment -
- Wait On Me
- Pressure
- Walls Don't Talk
- Bomba

- VCR #3 -
- Confession
- Domino

- Ment -
- Reason

- Ment -
- Rover

- Encore VCR -
- Blue

- Ment -
- To Be Honest

## 제작
- 주최, 주관 : SM 엔터테인먼트, 쇼노트